# Domenico Fracassi di Torre Rossano

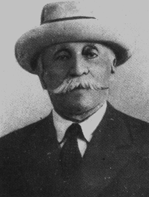
Domenico Fracassi di Torre Rossano

Domenico Fracassi Ratti Mentone, Marchese di Torre Rossano (* 8. Februar 1859 in Trino, Piemont; † 9. April 1945 in Cherasco, Provinz Cuneo) war ein Diplomat und Politiker im Königreich Italien, der unter anderem zwischen 1895 und 1909 Mitglied der Abgeordnetenkammer (Camera dei deputati) sowie von 1909 bis 1943 Mitglied des Senats (Senato del Regno) war.

## Leben

### Studium, Eintritt und Verwendungen im diplomatischen Dienst
Domenico Fracassi Ratti Mentone, einer von drei Söhnen von Marcello Fracassi und Maddalena Ratti Mentone, absolvierte ein Studium der Rechtswissenschaften an der Universität Turin, welches er mit einem Laurea in giurisprudenza beendete. Durch ein Dekret vom 29. Dezember 1882 wurde ihm der Adelstitel eines Conte zuerkannt. 
Er trat am 14. Dezember 1880 als Attaché in den diplomatischen Dienst des Außenministeriums (Ministero degli affari esteri) und wurde daraufhin an die Gesandtschaft im Russischen Kaiserreich in Sankt Petersburg versetzt. Am 9. Juli 1884 wechselte er an die Gesandtschaft im Deutschen Kaiserreich, am 5. Januar 1886 an die Gesandtschaft im Königreich Belgien sowie am 27. März 1889 zur Gesandtschaft im Vereinigten Königreich. Durch ein Königliches Dekret vom 10. August 1888 und ein Königliches Patent vom 18. Februar 1892 wurde ihm der Titel als Marchese di Torre Rossano zugesprochen. An der Gesandtschaft im Vereinigten Königreich wurde er am 8. Dezember 1889 zum Legationssekretär Zweiter Klasse befördert. Er befand sich dort bis zum 25. November 1891. Zuletzt war er zwischen dem 25. November 1891 und dem 25. Mai 1895 an der Gesandtschaft in der Französischen Republik tätig und wurde für seine Verdienste am 26. Mai 1892 Ritter des Ordens der Krone von Italien sowie am 25. Mai 1895 auch Ritter des Ordens der Heiligen Mauritius und Lazarus. Mit seinem Ausscheiden aus dem diplomatischen Dienst am 25. Mai 1895 wurde ihm der Ehrentitel eines Legationsrates (Consigliere di legazione onorario) verliehen.

### Mitglied der Abgeordnetenkammer und Senator
Bei der Wahl am 26. Mai 1895 wurde Domenico Fracassi di Torre Rossano, der auch Mitglied des Club Alpino Italiano (CAI) war, im Wahlkreis Crescentino erstmals zum Mitglied der Abgeordnetenkammer (Camera dei deputati) gewählt. Infolge seiner Wiederwahlen am 21. März 1897, am 3. Juni 1900 sowie am 6. November und am 13. November 1904 gehörte er dieser als Mitte-Rechts-Vertreter (Centro-destra) in der Zeit vom 10. Juni 1895 bis zum 8. Februar 1909 an.
Nach seinem Ausscheiden aus der Abgeordnetenkammer wurde er am 4. April 1909 zum Mitglied des Senats (Senato del Regno) ernannt. Er gehörte diesem vom 24. Mai 1909 bis zum 5. August 1943 an. Für seine langjährigen Verdienste wurde er am 25. Juli 1920 Kommandeur des Ordens der Krone von Italien sowie am 12. März 1925 auch Kommandeur des Ordens der Heiligen Mauritius und Lazarus. Während seiner Senatszugehörigkeit war er zuletzt zwischen dem 17. April 1939 und dem 5. August 1943 Mitglied des Ausschusses für auswärtige Angelegenheiten, Handels- und Zollrecht (Commissione degli affari esteri, degli scambi commerciali e della legislazione doganale). Aus seiner Ehe mit Maria Pia Crespi gingen die Tochter Pia Maddalena sowie die beiden Söhne Cristoforo Marcello und Maurizio Silvio hervor.